# Maison au bord de l'eau
 (janvier 2023).
Si vous disposez d'ouvrages ou d'articles de référence ou si vous connaissez des sites web de qualité traitant du thème abordé ici, merci de compléter l'article en donnant les références utiles à sa vérifiabilité et en les liant à la section « Notes et références ».
La Maison au bord de l'eau a été conçue par l'architecte et artiste française Charlotte Perriand en 1934. Elle n'a jamais été montée jusqu'en 2013, date à laquelle l'habitation est réalisée à Miami d'après les plans originaux.

## Histoire de la Maison au bord de l’eau
Dans les années d’entre-deux-guerres, Charlotte Perriand travaille avec les architectes Le Corbusier et Pierre Jeanneret. Elle participe ainsi à la création de bâtiments comme la Villa Savoye, la Villa Church, le pavillon Suisse de la Cité Universitaire et la cité du refuge de l’Armée du Salut. En 1933, elle fonde avec d’autres architectes l’Union des Artistes Modernes (UAM). L’année suivante, elle décide de se consacrer à l’architecture préfabriquée pour les loisirs. En 1934, la revue « L’architecture aujourd’hui » lance un concours de fabrication de maisons de week-end bon marché destinées à un public populaire : Charlotte Perriand dessine les plans de la Maison au bord de l'eau mais aussi de refuges de montagne ou encore d’hôtels. Cependant, son projet de maison est arrivé deuxième au concours et n'a donc pas été réalisé. Il faut attendre 2013 pour la voir construite à Miami, aux États-Unis, à l’occasion de la Art Basel and Design Miami. La maison est montée et équipée telle que Charlotte Perriand l’a élaborée en 1934. Le projet est rendu possible grâce à la collaboration de Louis Vuitton.
Charlotte Perriand dessine le plan de la Maison au bord de l’eau en 1934, deux ans avant la loi donnant deux semaines de congés payés à tous les Français. Femme de gauche, proche du parti communiste français, elle voulait favoriser le confort et les relations sociales. Elle conçoit une architecture au service des Hommes. Elle s’inscrit dans le courant de pensée hygiéniste qui préconise l’amélioration du milieu de vie des Hommes de toutes les catégories sociales. Elle-même pensait que les ouvriers qui habitaient dans les villes avaient besoin de passer du temps de loisirs dans les espaces naturels.
Pour sa Maison au bord de l’eau, Charlotte Perriand choisit une architecture préfabriquée : les différents éléments de la maison sont produits en série et sont standardisés. Cela permet de réduire le coût de construction et de bâtir rapidement.
Charlotte Perriand veut également intégrer ses bâtiments dans leur environnement, en harmonie avec la nature. Elle était une sportive accomplie et se promenait souvent au bord de la mer, tout en prenant des photographies poétiques de ce qu’elle trouve sur la plage.

## Contexte

### Contexte historique
Après la Première Guerre mondiale, de nombreux logements sont détruits dans les régions proches du front. Ailleurs dans le pays, les logements ouvriers sont souvent insalubres. Avec la loi Loucheur de 1928, l'État cherche à résoudre les difficultés des Français à devenir propriétaire de leur habitation. Elle prévoit un programme de construction d’habitations à loyer moyen pour permettre aux classes populaires de se loger. Mais la crise économique de 1929 éclate : la construction de logements est arrêtée et la loi Loucheur n’est pas reconduite. Les années 1930 sont marquées par l’augmentation du chômage et de la misère. Les ouvriers voient leur pouvoir d’achat diminuer.
En France, les premiers congés payés sont apparus en 1853, mais ils concernaient seulement les fonctionnaires. Dans la première moitié du XXème siècle, certains patrons autorisent leurs employés à prendre des congés payés. Ce n’est qu’en 1936 que les congés payés sont généralisés à tous les travailleurs. Cette décisions fait partie des réformes sociales menées par le gouvernement du Front populaire. Cependant, il faut attendre les années 1960 pour voir le tourisme social et de masse se développer grandement.

### Contexte artistique
Charlotte Perriand s’inscrit dans le courant moderniste. L'architecture moderne est une nouvelle façon de construire des bâtiments qui apparaît au début du XXème siècle. Les architectes modernistes cherchent à édifier des constructions différentes de celles des siècles passés, avec des formes nouvelles et originales.
Pour les architectes modernistes, il s'agit d'utiliser des matériaux jusqu'ici délaissés comme le béton, le carton, le bambou, le bois. Il faut abandonner le décor traditionnel (par exemple les colonnades, les frontons triangulaires, les ordres antiques pour les chapiteaux classiques), voire toute forme d'ornementation. Les architectes modernistes souhaitent rompre avec les règles de géométrie comme la symétrie et les lignes droites. Tous font attention à l'environnement des bâtiments qu'ils dessinent et à leur caractère pratique. Ils veillent au bienêtre des classes modestes qui habitent et vivent dans leurs constructions.

## Description
La Maison au bord de l'eau se trouve au bord de la plage dans le jardin de l'hôtel Raleigh South Beach de Miami. Elle mesure un peu moins de 90 mètres carrés et les pièces sont relativement petites. Les ouvertures, encadrées de noir, sont nombreuses et grandes, ce qui permet aux habitants d'apercevoir constamment la nature environnante. La maison est construite sur pilotis dont la hauteur s'adapte aux caractéristiques du sol, et sur des parallélépipèdes de bois. L'accès se fait par une rampe à l’arrière. La maison se compose de deux ailes qui représentent un plan en forme de U. Les murs, les meubles et les sols sont en bois. Au centre, un espace à ciel ouvert est pourvu d'une voile tendue qui sert à recueillir l’eau de pluie et procure de l'ombre. Les chambres sont aménagées avec des lits dessinés par Charlotte Perriand. Les pièces sont réparties de part et d'autre de la partie centrale : la salle à manger, la salle de séjour et la cuisine d'un côté, les chambres et la salle de bains de l'autre côté. 

## Ruptures et continuités
La Maison au bord de l'eau s'inspire des constructions traditionnelles du Japon : ses dimensions sont choisies en fonction de la longueur des lits.
La Maison au bord de l'eau est moderne pour son époque : elle suit les principes du développement durable avant l'heure. En effet, elle est bien isolée, elle utilise des matériaux naturels (essentiellement du bois). Elle s'intègre bien à son milieu.